# Aranis

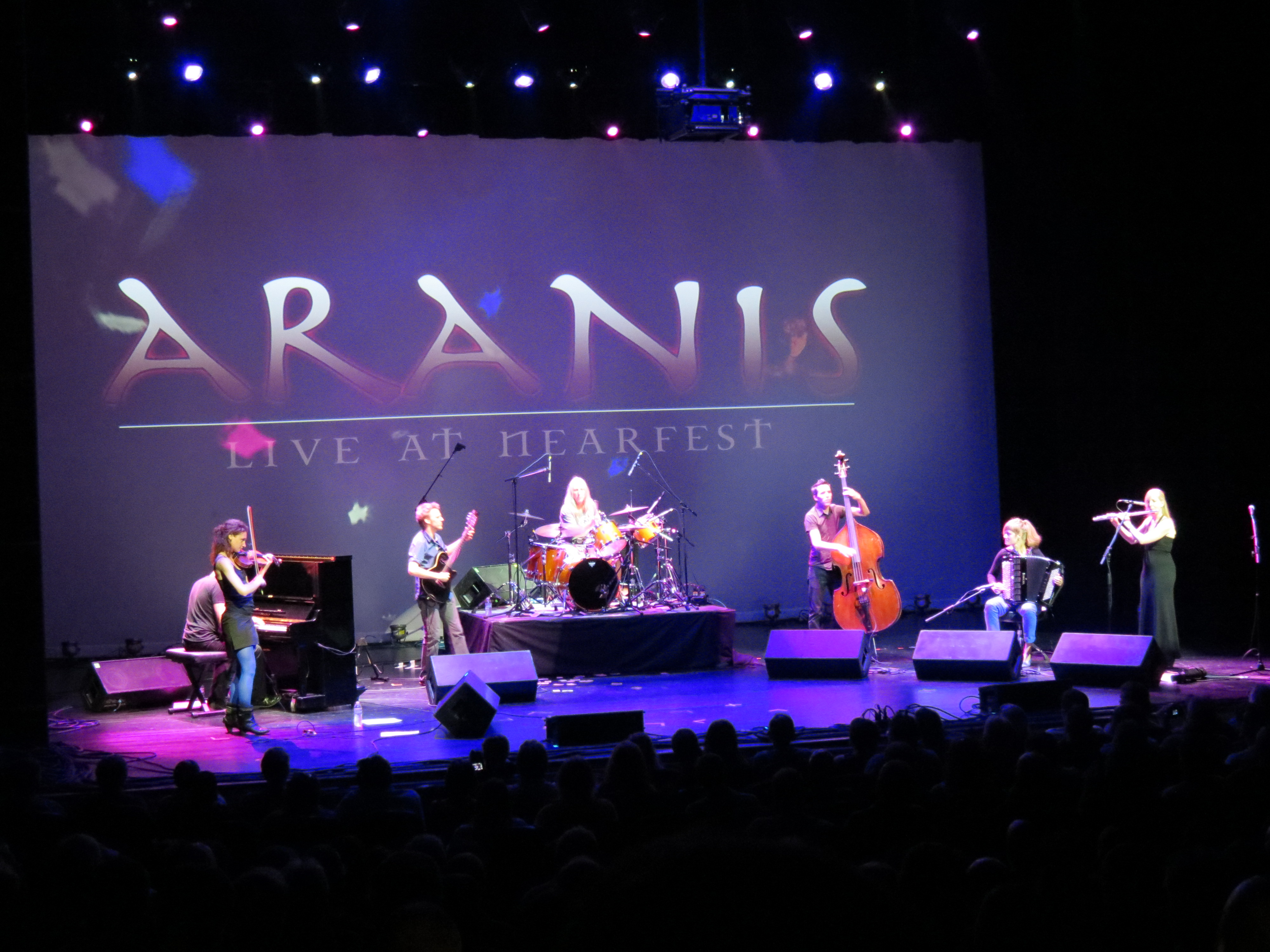
Aranis in 2012

Aranis is een Vlaams muziekgroep, die een mix speelt van klassieke muziek, folk, jazz en (post)rock. Oprichter van de groep is contrabassist Joris Vanvinckenroye (bekend van de muziekgroep Troissoeur). De groep won in 2007 de tweejaarlijkse wedstrijd 'Gouden Vleugels' voor jong talent in de klassieke muziek (een organisatie van het Vlaams Muziekcentrum, Jeugd en Muziek Vlaanderen, radio Klara, het ministerie van de Vlaamse Gemeenschap en de sponsors KBC en De Standaard). 

## Discografie

### Singles
- Hidden soundscapes (2007) met fluitist Toon Fret

### Albums
- Aranis I: Acoustic Chamber Rock (2005)
- Aranis II: Music For an imaginary film (2007)
- Aranis III: Songs from mirage (2009)
- Aranis IV: RoqueForte (2010)
- Aranis V: Made in Belgium (2012) met composities van Wim Mertens, Wouter Vandenabeele (Olla Vogala), Geert Waegeman (Cro Magnon) en andere Belgische componisten.
- "Aranis VI: Made in Belgium II" (2014)
- "Aranis VII: Smells Like Aranis" (2017) met een eigen interpretatie van werken van Nirvana